# Acrolophus dentiger
Acrolophus dentiger är en fjärilsart som beskrevs av Walsingham 1915. Acrolophus dentiger ingår i släktet Acrolophus och familjen Acrolophidae. Inga underarter finns listade i Catalogue of Life.